# Diáspora iraniana
O nome diáspora iraniana refere-se a todos os iranianos que emigraram para o exterior, bem como seus descendentes que ainda se identificam com sua origem iraniana.
Esta designação não inclui cidadãos de outros países do mundo iraniano que pertençam à mesma família etnolinguística do Irã e que também falem línguas iranianas, nem os parsis da Índia, descendentes de zoroastrianos que fugiram da invasão islâmica no século VII.